# Долгоруков, Михаил Иванович
Князь Михаил Иванович Долгоруков (2 апреля 1731 — 8 июня 1794) — капитан в отставке, московский уездный предводитель дворянства, статский советник. 

## Биография
Представитель княжеского рода Долгоруковых. Сын казнённого обер-камергера, князя Ивана Алексеевича Долгорукова (1708—1739) и Натальи Борисовны Шереметевой (1714—1771). Имел брата князя Дмитрия Ивановича.
Родился в апреле 1731 года в Берёзове, где его семья находилась в ссылке. В 1739 году после казни отца — его жена Наталья Борисовна с сыновьями Михаилом и Дмитрием получила разрешение вернуться в Москву.
В 1742 году зачислен в лейб-гвардии Семёновский полк. В 1755 году произведен из сержантов в прапорщики. В 1758 году получил чин поручика. В 1761 году уволился с военный службы в чине капитана.
В правление императрицы Екатерины Великой служил по гражданскому ведомству и являлся почётным опекуном Московского воспитательного дома.
В декабре 1776 году назначен прокурором Коллегии Экономики. С 1785 года — депутат московского уездного дворянства. В 1788—1791 годах — московский уездный предводитель дворянства, статский советник.
Имел дом в Москве на Помётном Вражке.
В сентябре 1755 года князья Михаил и Дмитрий Ивановичи Долгоруковы продали своему дяде, князю Николаю Алексеевичу Долгорукову, часть имения в Московском, Дмитровском и Галицком уездах, доставшуюся им от Анны Яковлевны Шереметевой.
В 1781 году владел домом в Камергерском переулке у Тверской улице, который в 1793 году принадлежал генерал-майору князю А. Б. Голицыну.
В июне 1794 года 63-летний князь Михаил Иванович Долгоруков скончался в Москве и похоронен в Донском монастыре.

## Семья и дети

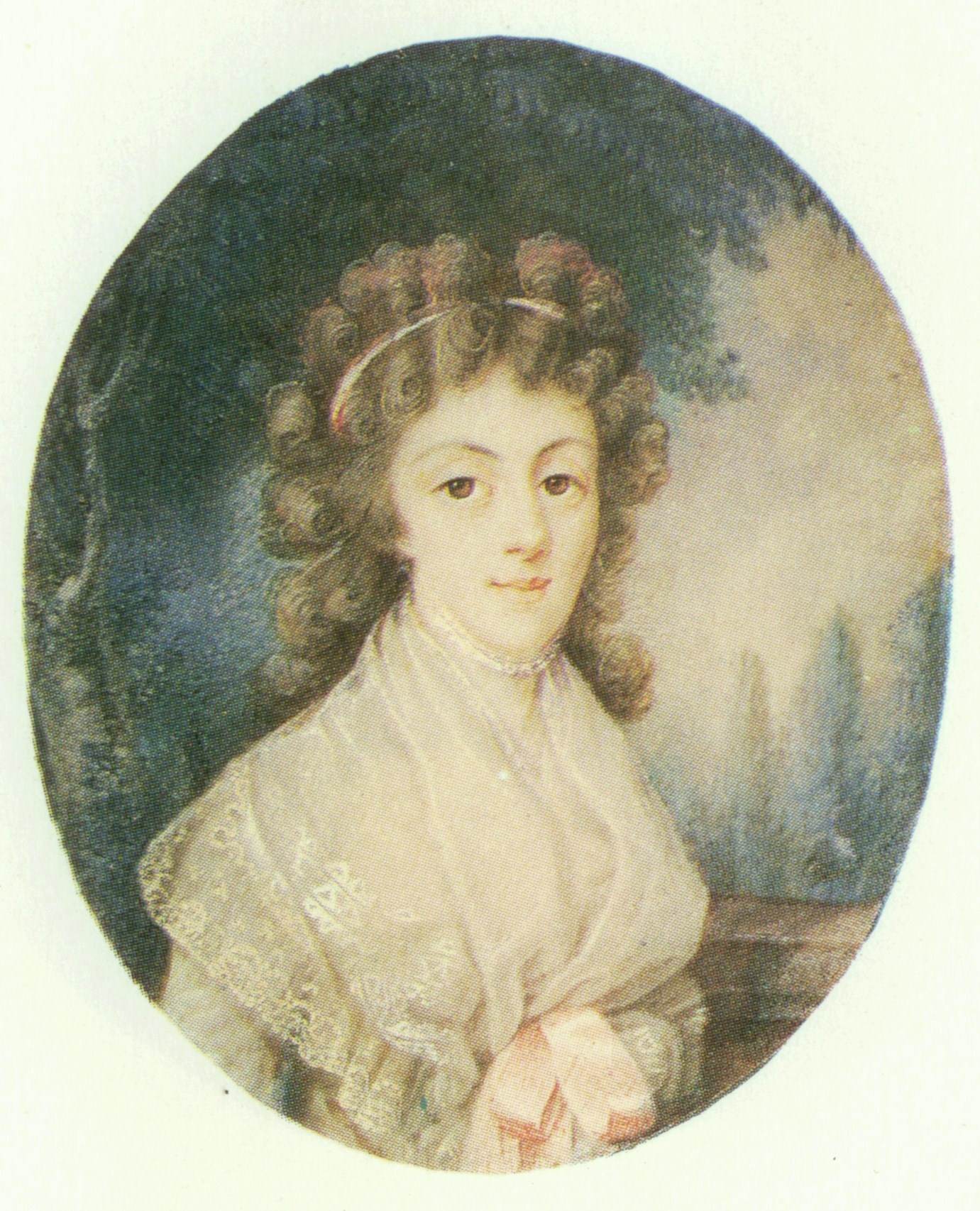
Анна Ефимовская, дочь

1. княжна Анна Михайловна урождённая Голицына (1733—1755), дочь князя Михаила Васильевича Голицына (1702—1749) и княгини Евдокии Михайловны Щербатовой (1703—1768). Свадьба (01.09.1754) была в подмосковном селе Волынском. Княгиня умерла через два дня после родов дочери Натальи (19.06.1755—28.09.1756) и, по словам И. М. Долгорукова, «отец страстно любил свою первую жену и неутешно по ней плакал и, кроме дочери своей, ни в чём не находил отрады, но судьба и её похитила». Погребена в Богоявленским монастыре.
2. баронесса Анна Николаевна урождённая  Строганова (1731—1813), дочь барона Николая Григорьевича Строганова (1700—1758) и Прасковьи Ивановны Бутурлиной (1708—1758). Женаты (с 28.09.1757), погребена в Донском монастыре.

Дети:
- Прасковья Михайловна (1758—1844).
- Иван Михайлович (1764—1823) — тайный советник, владимирский гражданский губернатор, поэт, писатель и мемуарист.
- Анна Михайловна (1765—1798)  — жена графа Петра Андреевича Ефимовского (1765—1826)
- Елизавета Михайловна (1769—1822) — поэтесса, жена Василия Лаврентьевича Селецкого (? — 1831).